# 解元才
解元才，山西大同府朔州人，清朝政治人物。

## 生平
明崇禎十五年（1642年）壬午科山西鄉試舉人。清順治三年（1646年），登進士，授戶部主事，升任戶部郎中。順治十四年，擔任四川乡试主考官。